# Navia lindmanioides
Navia lindmanioides är en gräsväxtart som beskrevs av Lyman Bradford Smith. Navia lindmanioides ingår i släktet Navia och familjen Bromeliaceae. Inga underarter finns listade i Catalogue of Life.